# 根出红景天
根出红景天（学名：Rhodiola cretinii）为景天科红景天属的植物。分布在不丹、锡金、尼泊尔以及中国大陆的西藏等地，生长于海拔4,300米至4,400米的地区，目前尚未由人工引种栽培。

## 异名
- Rhodiola cretinii (Hamet) H. Ohba ssp. sino-alpina (Frod.) H. Ohba